# Salí de Cambrils
El salí de Cambrils és una antiga explotació de sal situada al poble de Cambrils, dins el terme municipal d'Odèn, que s'ha reconvertit en museu i espai turístic. Aquesta explotació va funcionar en l'àmbit comercial com a mínim des de l'any 1780, data en què es documentà per primera vegada, i es va mantenir activa fins a l'any 1963 després de fallar l'intent de l'últim propietari d'obrir una mina per l'extracció de la sal. Anteriorment la Font Salada, d'on brolla aigua salinitzada, s'aprofitava també pel veïnat de la zona de Cambrils per a produir sal destinada al consum propi i com a suplement pels ramats. L'aigua de la Font Salada desemboca al corrent fluvial Riu Fred, afluent al seu torn del riu anomenat Ribera Salada.
Aquestes salines tenen la peculiaritat que són salines de muntanya i no de vall o de mar. Tot i que les salines de muntanya als Pirineus eren relativament freqüents en el passat, com testifiquen els diversos noms que assenyalen fonts salinitzades (com Saldes, Vilanova de la Sal, Peralta de la Sal o Salinas de Hoz) actualment és una de les poques dels Pirineus que es troben en bon estat de conservació. Altres salines de relativa importància que han estat restaurades com a instal·lacions museístiques o de talassoteràpia són les de Gerri de la Sal o les de Naval.

## Instal·lacions

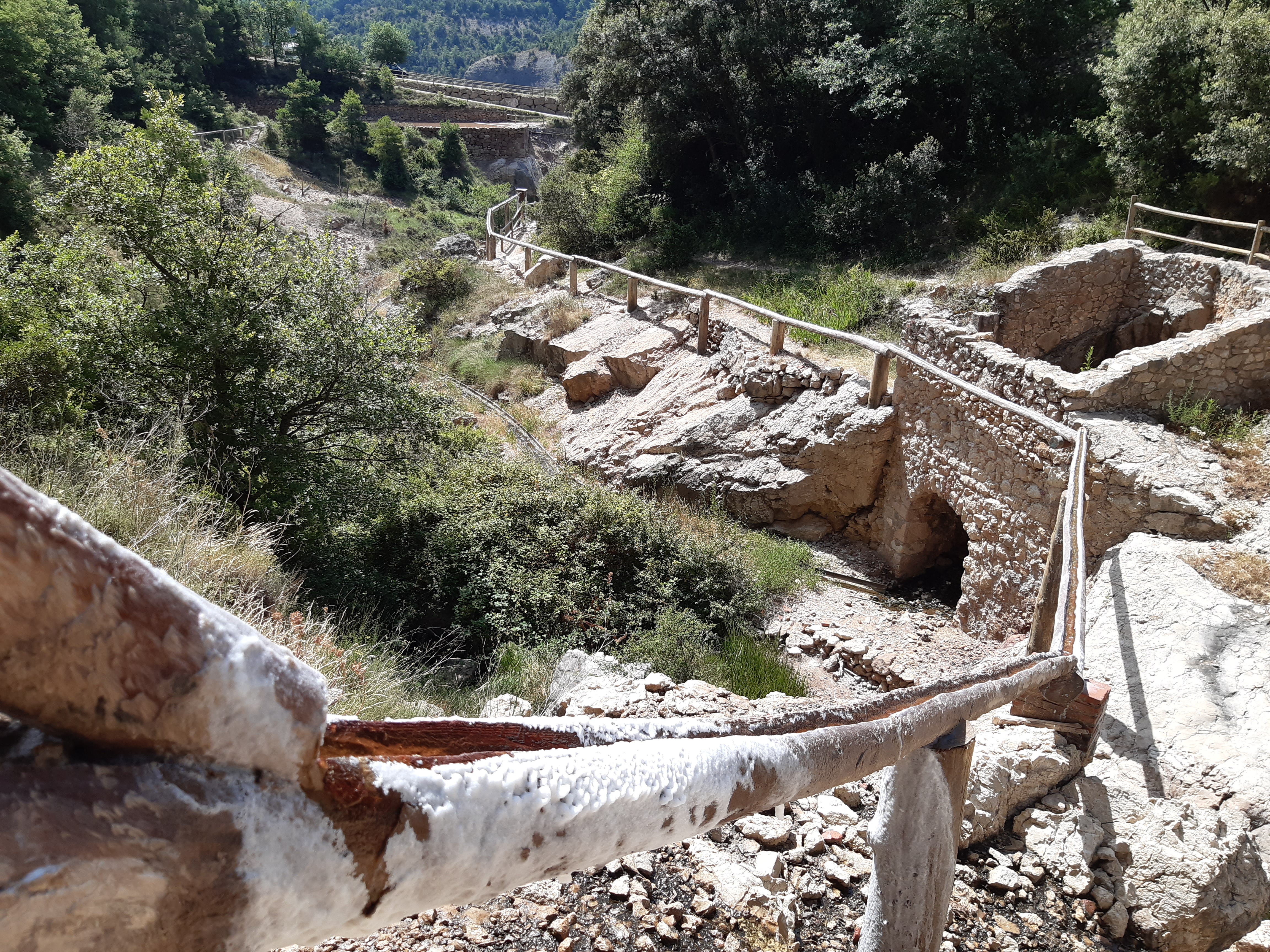
Canalització de fusta per transportar l'aigua salada de la Font Salada a les eres d'evaporació

El salí consta de dues zones d'evaporament; la superior anomenada pròpiament com El salí o Font Salada, i la inferior anomenada Les Cabanetes, on l'aigua és transportada a través d'uns canals de fusta aprofitant el pendent. Les eres dedicades a l'evaporació de l'aigua de les dues zones sumen una superfície d'uns 5100 metres quadrats.
L'aigua salada s'emmagatzemava a unes grans basses d'on es transportava a través d'unes canalitzacions de fusta als diferents bancals, que s'omplien fins a arribar als tres centímetres. Al cap de tres dies la sal es deixava assecar i es molia per poder-la emmagatzemar i vendre per les comarques del Solsonès i de l'Alt Urgell a través de diverses rutes de la sal.
A part de les eres destinades a l'evaporació de la sal també hi ha un forn destinat a la cocció de les rajoles d'argila, ja que s'havien de coure amb un procés específic per evitar la corrosió de la sal. Les juntes s'unien entre si amb argila pastada, ja que la sal també corroeix el ciment. També es conserven part de les estructures de cinc molins hidràulics; dos de sal, un de farina, un de pinso i un pelador. El molí de sal de la part superior també es va arribar a utilitzar per a generar corrent elèctrica.

## Característiques geològiques de la zona
Les salines pirenaiques es relacionen pràcticament sempre amb afloraments de materials triàsics derivats del guix i de l'argila del Keuper. Una excepció són les salines de Peralta de Sallos, que arrossega sediments més nous del període de l'Eocè. Els materials triàsics del Kepler actuen com a lubricant en els encavalcaments pirenaics, donant lloc al mantell de corriment del Cadí-Port del Compte, i més concretament a la làmina de la Serra d'Odèn.
L'aigua que brolla de la Font Salada de Cambrils conté una concentració molt elevada d'halita (més de 300 grams de sal per litre), i també s'hi troben sulfats de magnesi i de calci. Per exemple a la font salada de Gerri de la Sal la concentració d'halita dissolta arriba com a màxim als 160 grams per litre.